# Titanosiphon minkiewiczi
Titanosiphon minkiewiczi är en insektsart. Titanosiphon minkiewiczi ingår i släktet Titanosiphon och familjen långrörsbladlöss. Enligt den finländska rödlistan är arten sårbar i Finland. Artens livsmiljö är åsmoskogar. Inga underarter finns listade i Catalogue of Life.